# Thanos Livaditis
Thanos Livaditis (Lamia, 30 maggio 1934 – Atene, 1º settembre 2005) è stato un attore e sceneggiatore greco.

## Biografia
Studiò dapprima la pittura alla Scuola di Belle Arti dell'Università tecnica nazionale di Atene (nel laboratorio del pittore Yannis Mòralis).
Nel 1959 terminò la Scuola Drammatica del Teatro nazionale della Grecia ad Atene, ove rimase fino al 1972. Fu un interprete di spicco interpretando molti ruoli del repertorio classico insieme ad attori acclamati (come Katina Paxinou, Alexis Minotìs, la Sig.ra Kyvèli, Christòforos Nezer, Stelios Vòkovits, Thanos Kotsòpulos, Dimitris Horn, Anna Synodinù, Eleni Hatziargyri, Antigòni Valàku, ecc.).
Apparve per la prima volta sul palcoscenico nel 1959, appena venticinquenne, ne "L’avaro" di Molière, nel ruolo di Valerio. Fu seguito dal ruolo di Emone nell' "Antigone (Sofocle)", Neottolemo in "Filottete", ambedue di Sofocle, Malcolm nel "Macbeth" di Shakespeare, il Messaggero nell' “Edipo re” di Sofocle, Meneceo ne "Le fenicie" di Euripide, ed altri.
Partecipò a festival teatrali internazionali, come il Théâtre des Nations (Parigi) nel 1962 ed il World Theatre Season (Londra) nel 1966. Ha scritto trenta sceneggiature per il cinema ed ha recitato in 24 produzioni cinematografiche greche. Nei suoi film ha quasi sempre recitato con l'attrice, e compagna di vita, Mema Stathopùlu.

## Il riconoscimento
Tuttavia, divenne più noto al grande pubblico dalla sua carriera televisiva, che iniziò nel 1974 con l'allora grande successo "I Giusti" (una serie TV che durò 3 anni). Questa serie è stata seguita da ulteriori serie a successo, come "Gli Affidabili" (1981), "I Profanatori" (1983), "La Vendetta" (1987), "Il Sesto Comandamento" (1989), "Il processo" (1991) e "L’Ira degli Dèi" (1994).
È stato sceneggiatore e protagonista, in particolare nei ruoli dell'avvocato Angelos Karnezis e del giornalista Aris Martelis, impegnato in senso civico al fine di contribuire all'amministrazione della Giustizia. Nel 1984, a Corfù, gli fu assegnato il premio per la sceneggiatura della serie TV "I Profanatori".

## La fine
Fumatore incallito, morì all'età di 71 anni e fu sepolto nel Primo Cimitero di Atene, dove nel 1988 suo zio, il noto poeta Tasos Livaditis, lo aveva preceduto. Senza figli, ebbe una lunga relazione sentimentale con la collega attrice Mema Stathopùlu.

## Filmografia

### Cinema
- 4 nyfes ki enas gabros, regia di Jannis Aliferis (1958)
- Kardies stin kataigida, regia di Andreas Katsimitsoulias (1963)
- I kardia tis manas, regia di Hristos Apostolou (1963)
- Gia ligi storgi, regia di Andreas Katsimitsoulias (1963)
- Pikri mou, agapi, regia di Andreas Katsimitsoulias (1964)
- Paidi mou, den amartisa, regia di Aris Marnezos (1964)
- Oi epikindynoi, regia di Panos Lafis (1964)
- O nikitis, regia di Maria Plyta (1965)
- To teleftaio dakry, regia di Giorgos Papakostas (1965)
- To ftohopaido, regia di Giorgos Papakostas (1965)
- Tha ziso gia sena, regia di Giorgos Papakostas (1965)
- O megalos orkos, regia di Stelios Tatasopoulos (1965)
- Afiste me na ziso, regia di Andreas Katsimitsoulias (1965)
- Sono una femmina! (Oi angeloi tis amartias), regia di Andreas Katsimitsoulias (1966)
- I parastratimeni, regia di Spyros Ziangos (1966)
- To koritsi tis orgis, regia di Orestis Laskos (1967)
- Dakrya orgis, regia di Kostas Pitsios (1967)
- Zise gia tin agapi mas, regia di Antonis Tempos (1968)
- Megales agapes, regia di Panagiotis Konstadinou (1968)
- I thysia mias gynaikas, regia di Stelios Tatasopoulos (1969)
- Filise me, prin fygeis gia panta, regia di Panagiotis Konstadinou (1969)
- Foukarades kai leftades, regia di Kostas Karagiannis (1970)
- Kathe navagio, kai mia kolasi, regia di Kostas Karagiannis (1971)
- Sti thyella tis megalis agapis, regia di Apostolos Tegopoulos (1972)

### Televisione
- Oi dikaioi – serie TV (1974)
- Oi axiopistoi – serie TV (1982)
- Oi ierosyloi – serie TV, episodi 1x1-1x2 (1983)
- I vendeta – serie TV (1986)
- I ekti entoli – serie TV, episodi 1x1 (1989)
- I diki – serie TV (1991)
- I orgi ton theon – serie TV (1994)